# Drömtydning
Drömtydning (oneiromanti) är att tolka drömmar. Drömtydning har en lång tradition och förekommer i Gamla testamentet likväl som i mesopotamiska Gilgamesheposet. Under 1800- och 1900-talen växte intresset för drömtydning inom både litteratur och vetenskap. Det handlar om att tyda och tolka drömmar, vad de kan tänkas säga. Drömtydning har långt ifrån alltid tagits på allvar i vetenskapliga kretsar.[källa behövs] Sigmund Freud såg drömtydning som en möjlighet att förstå en persons omedvetna. Förtätning kallas här det första steget i drömtydning där man försöker förstärka drömfragment till tydligare bilder.[källa behövs]

## Historik
I Gilgamesheposet finns ett av världens första kända exempel på drömtydning i skriven form.